# Große Windlucke
Große Windlucke är en bergstopp i Österrike.   Den ligger i distriktet Liezen och förbundslandet Steiermark, i den centrala delen av landet, 180 km sydväst om huvudstaden Wien. Toppen på Große Windlucke är 1 876 meter över havet, eller 21 meter över den omgivande terrängen. Bredden vid basen är 0,39 km.
Terrängen runt Große Windlucke är kuperad åt sydost, men åt nordväst är den bergig. Runt Große Windlucke är det ganska glesbefolkat, med 42 invånare per kvadratkilometer.. Närmaste större samhälle är Rottenmann, 16,5 km norr om Große Windlucke. 
I omgivningarna runt Große Windlucke växer i huvudsak blandskog.